# Reina Cristina (1890)
El Reina Cristina fue un crucero desprotegido de 1ª clase, de la clase Reina Cristina. Permaneció activo en la Armada Española desde 1890 hasta el 1 de mayo de 1898, fecha en la que fue hundido en la Batalla de Cavite. Recibía su nombre en honor a la segunda consorte del rey Alfonso XII, la Reina María Cristina de Habsburgo-Lorena.

## Historial

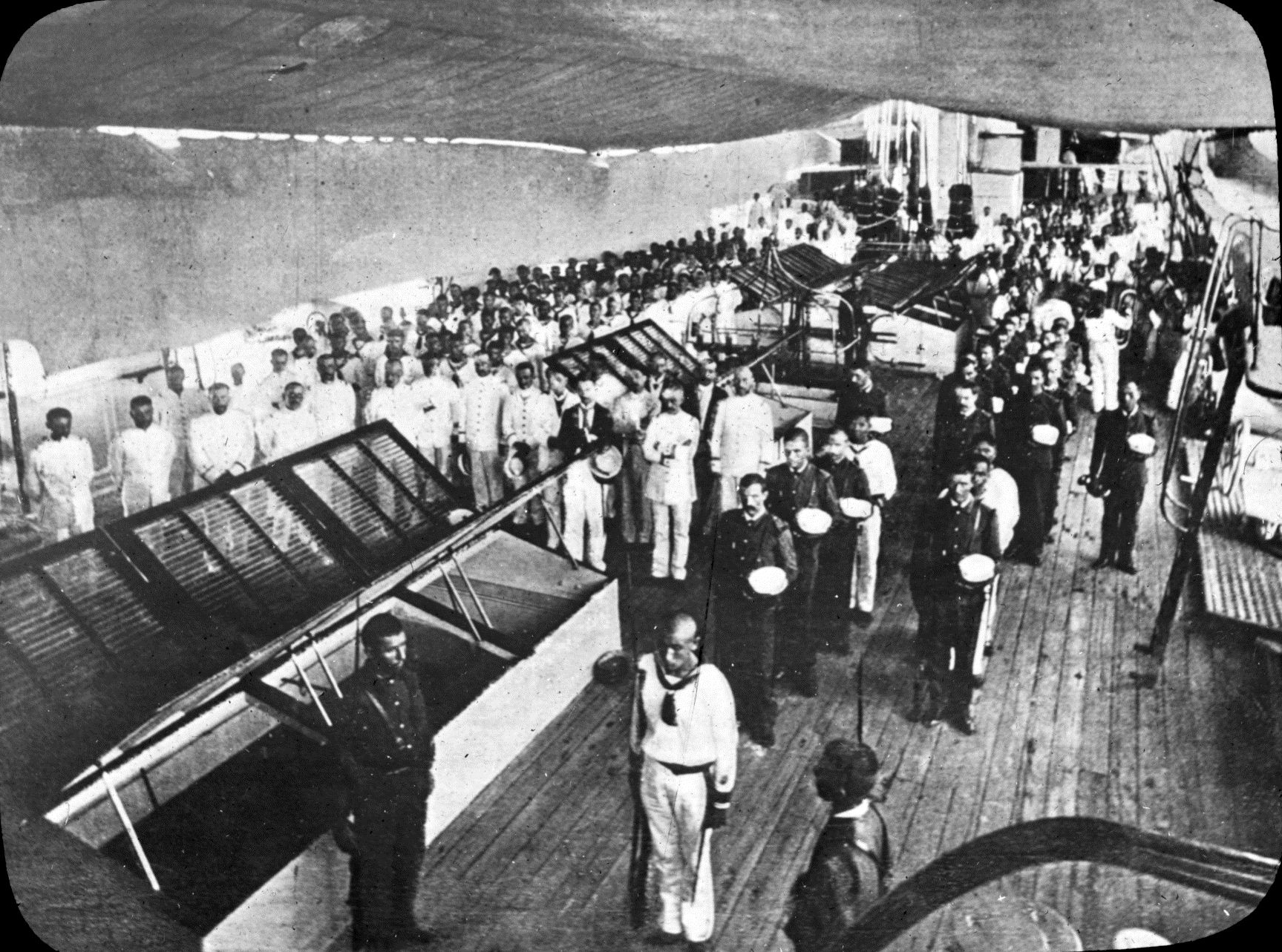
Tripulación del Reina Cristina en oración antes del combate.

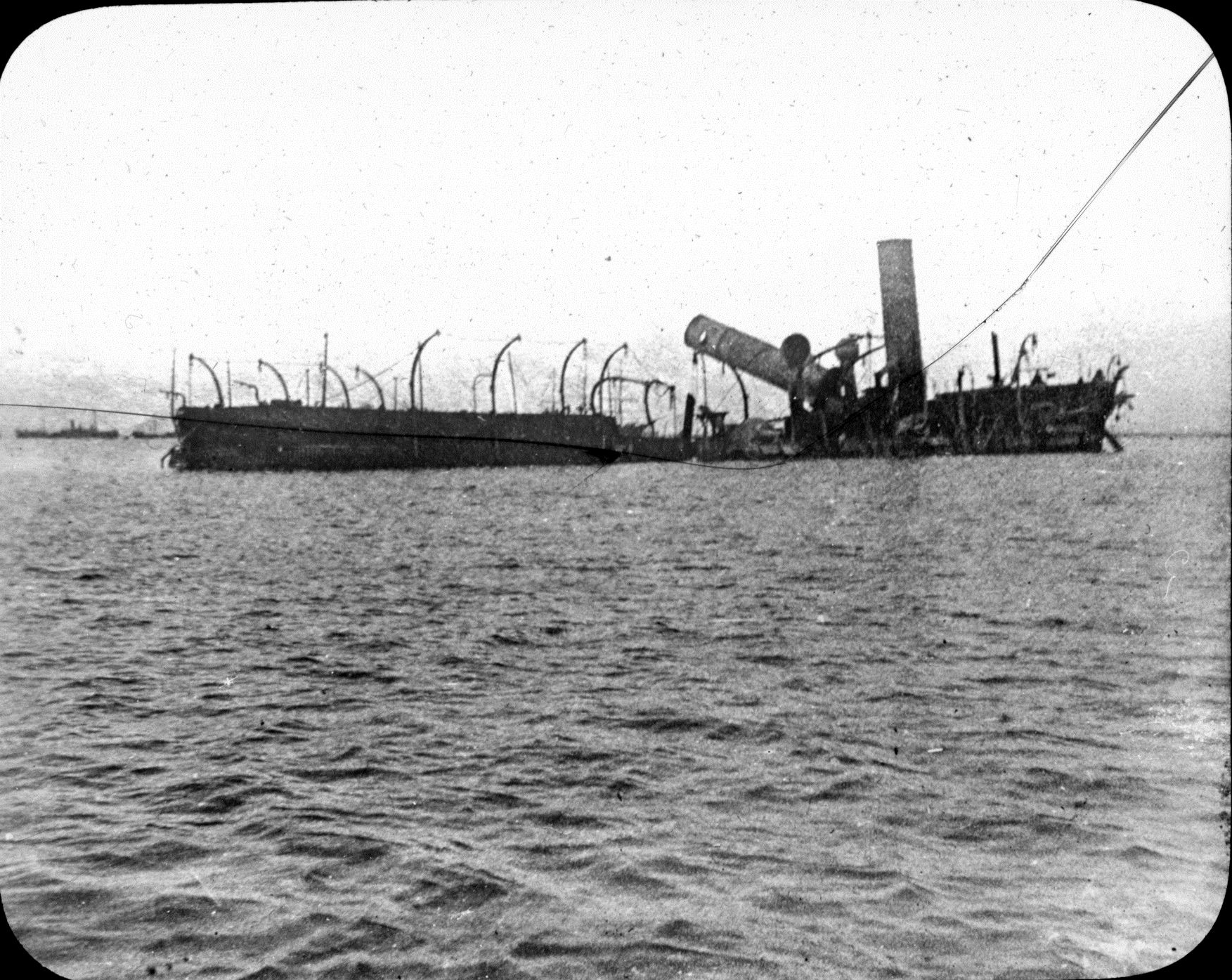
El Reina Cristina tras los combates de Manila de 1898.

El 14 de octubre de 1880, se autorizó la construcción de este buque con casco de hierro, que fue el primer buque metálico de gran porte construido en astilleros españoles. Proyectados por el ingeniero Tomás de Tallerie, el propósito era de destinar los tres buques de la clase al Apostadero de Filipinas, aunque solo el Reina Cristina llegó a navegar por aquellas aguas.
Fue puesto en grada el 12 de agosto de 1881 en el astillero de Esteiro Ferrol, en ceremonia presidida por los Reyes. Las obras transcurrieron con grandes retrasos, debido a la falta de material. Fue botado el 2 de mayo de 1886 y sus obras, finalizaron el 19 de abril de 1890.
En 1891 fue destinado al Apostadero de Filipinas, donde permaneció toda su vida activa. Fue destacado a las islas Carolinas durante la llamada Crisis de las Carolinas con el Imperio Alemán. La madrugada del 5 de enero de 1895, de vuelta de la isla rebelde de Mindanao, encalló cerca de Ilo-Ilo, sufrió diversos daños, dos víctimas mortales y varios heridos, aunque pudo recuperarse.
Durante la Guerra Hispano-Estadounidense fue el buque insignia de la Escuadra al mando del contralmirante Patricio Montojo y Pasarón en el batalla de Cavite, del 1 de mayo de 1898, donde fue acribillado por los buque enemigos, que lo tomaron como blanco principal. Sufrió incendios y daños importantes con numerosas bajas, incluida la de su comandante, el Capitán de Navío Luis Cadarso y Rey (1843-1898). En 1903 los restos del Reina Cristina fueron reflotados e inmediatamente desguazados.